# Gojko Kačar
Gojko Kačar (srbskou cyrilicí Гојко Качар; * 26. leden 1987) je srbský fotbalový záložník a reprezentant, od roku 2010 hráč německého klubu Hamburger SV.

## Reprezentační kariéra
Gojko Kačar odehrál 25 reprezentačních utkání. Se srbskou reprezentací se zúčastnil Mistrovství světa 2010 v Jihoafrické republice.
Zápasy Gojko Kačara v A-mužstvu Srbska
| Srbsko | Srbsko | Srbsko |
| Roky   | Záp.   | Góly   |
| ------ | ------ | ------ |
| 2007   | 1      | 0      |
| 2008   | 5      | 0      |
| 2009   | 8      | 0      |
| 2010   | 8      | 0      |
| 2011   | 2      | 0      |
| 2012   | 1      | 0      |
| Celkem | 25     | 0      |